# Архиепархия Куско
 Архиепархия Куско (лат. Archidioecesis Cuschensis) — архиепархия Римско-Католической церкви с центром в городе Куско, Перу. В митрополию Куско входят епархии Абанкая и Сикуани, территориальная прелатура Чукибамбилья. Кафедральным собором архиепархии Куско является церковь Успения Пресвятой Девы Марии, вторая в перу малая базилика.

## История

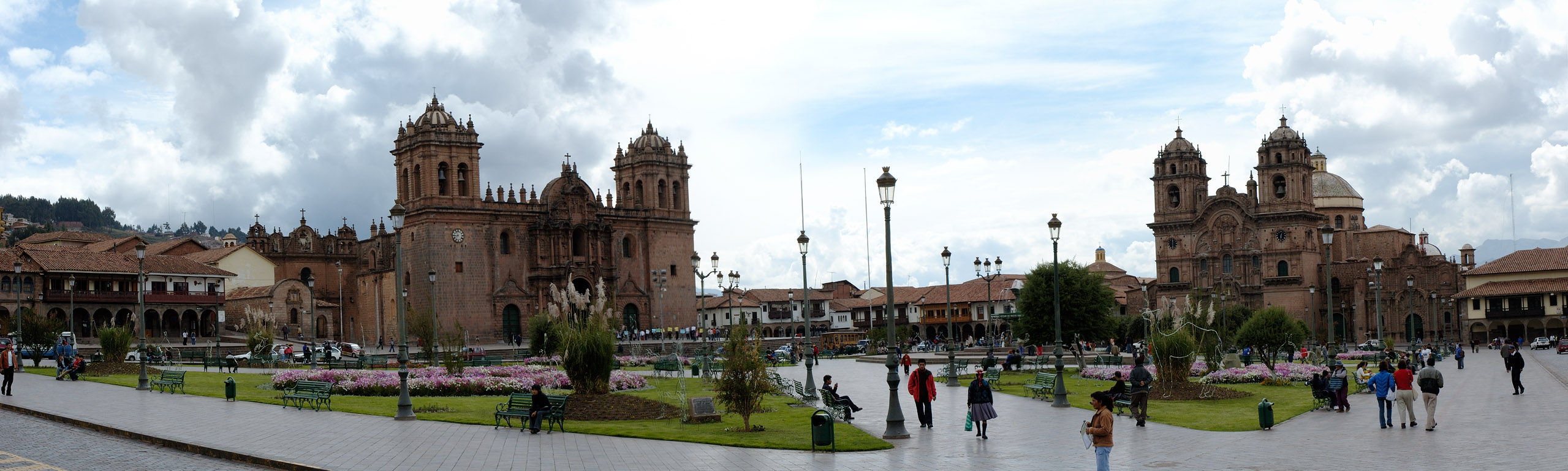
Площадь «Де Армас», Куско, Перу. Собор Успения Пресвятой Девы Марии (слева) и Иезуитская церковь (справа)

5 сентября 1536 года Святой Престол учредил епархию Куско, которая вошла в митрополию Севильи. 14 мая 1541 года епархия Куско передала часть своей территории новой епархии Лимы (сегодня — Архиепархия Лимы). 12 февраля 1546 года епархия Куско вошла в митрополию Лимы.
1 июля 1547 года, 27 июня 1552 года и 20 июля 1609 года епархия Куско передала часть своей территории новым епархии Парагвая (сегодня — Архиепархия Асунсьона), епархии Ла-Плата-о-Чаркас (сегодня — Архиепархия Сукре) и епархии Уаманги (сегодня — Архиепархия Аякучо).
В 1598 году в Куско была основана епархиальная семинария.
7 октября 1861 года, 5 января 1900 года епархия Куско передала часть своей территории новой епархии Пуно и территориальной прелатуре Санто-Доминго-де-Урубамба (сегодня — Апостольский викариат Пуэрто-Мальдонадо).
23 мая 1943 года епархия Куско была возведена в ранг архиепархии.
28 апреля 1958 года и 10 января 1959 года архиепархия Куско передала часть своей территории в пользу новой епархии Абанкая и территориальной прелатуре Сикуани.

## Ординарии архиепархии
- епископ Vicente Valverde Álvarez (8.01.1537 — 31.10.1541);
  - Sede vacante (1541—1544);
- епископ Juan Solano (29.02.1544 — 1562);
- епископ Francisco Ramírez (6.07.1562 — 1564);
- епископ Mateo Pinello (19.01.1565 — 1569);
- епископ Sebastián Lartaún (4.09.1570 — 9.10.1583);
  - Sede vacante (1583 — 1587);
- епископ Gregorio de Montalvo Olivera (16.11.1587 — 11.12.1592);
- епископ Antonio de Raya Navarrete (6.06.1594 — 28.07.1606);
- епископ Fernando Mendoza González (12.01.1609 — 1618);
- епископ Lorenzo Pérez de Grado (18.03.1619 — 4.09.1627);
- епископ Fernando de Vera y Zuñiga (16.07.1629 — 9.11.1638);
  - Sede vacante (1638 — 1643);
- епископ Juan Alonso y Ocón (31.08.1643 — 1651);
- епископ Pedro de Ortega Sotomayor (27.11.1651 — 1658);
- епископ Agustín Muñoz Sandoval (17.11.1659 — апрель 1661);
- епископ Bernardo de Izaguirre Reyes (31.07.1662 — 15.07.1669);
- епископ Manuel de Molinedo Angulo (15.12.1670 — 12.12.1699);
- епископ Juan González Santiago (9.02.1705 — 12.12.1707);
  - Sede vacante (1707 − 1712);
- епископ Melchor de la Nava y Moreno (9.03.1712 — 1714);
- епископ Gabriel de Arregui (14.01.1716 — 1724);
- епископ Bernardo Serrada (1725 — 2.03.1733);
- епископ José Manuel de Sarricolea y Olea (5.05.1734 — 2.10.1740);
- епископ Pedro Morcillo Rubio de Suñón (20.07.1741 — 1.04.1747);
- епископ Juan de Castañeda Velásquez y Salazar (20.01.1749 — 22.02.1762);
- епископ Juan Manuel Jerónimo de Romaní y Carrillo (26.09.1763 — 15.09.1768);
- епископ Agustín Gorrichátegui (16.12.1769 — 1776);
- епископ Хуан Мануэль Москосо-и-Перальта (28.09.1778 — 3.08.1789) — назначен архиепископом Гранады;
- епископ Бартоломе Мария де лас Эрас Наварро (14.12.1789 — 31.03.1806) — назначен архиепископом Лимы;
- епископ José Pérez Armendáriz (31.03.1806 — 9.02.1819);
- епископ José Calixto de Orihuela (27.06.1821 — 1826);
  - Sede vacante (1826—1838);
- епископ Eugenio Mendoza Jara (17.09.1838 — 18.08.1854);
  - Sede vacante (1854—1865);
- епископ Julián de Ochoa (27.03.1865 — 1874);
- епископ Педро Хосе Тордоя (18 сентября 1875 - 23 марта 1880);
- епископ Juan Antonio Falcón (19.01.1893 — 1.05.1909);
- епископ José Gregorio Castro (28.03.1910 — 13.11.1917);
- епископ Pedro Pascual Francesco Farfán (19.04.1918 — 18.09.1933) — назначен архиепископом Лимы;
- архиепископ Felipe Santiago Hermosa y Sarmiento (13.06.1935 — 17.12.1956);
- архиепископ Carlos María Jurgens Byrne (17.12.1956 — 6.12.1965) — назначен архиепископом Трухильо;
- архиепископ Ricardo Durand Flórez (14.02.1966 — 14.01.1975);
- архиепископ Luis Vallejos Santoni (14.01.1975 — 8.06.1982);
- архиепископ Alcides Mendoza Castro (5.10.1983 — 29.11.2003);
- архиепископ Juan Antonio Ugarte Pérez (29.11.2003 — 28.10.2014);
- архиепископ Richard Daniel Alarcón Urrutia (с 28 октября 2014 года).

## Источник
- Annuario Pontificio, Libreria Editrice Vaticana, Città del Vaticano, 2003, ISBN 88-209-7422-3